# 巴勒斯坦立法委员会主席
巴勒斯坦立法委员会主席是巴勒斯坦权力机构的巴勒斯坦立法委员会的首长。作为主席，如果巴勒斯坦民族权力机构的总统无法履行其职责，主席将作为临时总统。根据巴勒斯坦法律，临时总统在六十天内履行职责，直至举行选举。
自2006年3月29日起，主席为哈马斯的阿齐兹·杜韦克，唯巴勒斯坦立法委员会自2007年以来未曾召开过会议。

## 历史
2003年9月6日，巴勒斯坦总理马哈茂德·阿巴斯辞职后，巴勒斯坦立法委员会议长艾哈迈德·库赖成为代理总理，直至2006年1月26日。
在亚西尔·阿拉法特于2004年11月11日去世后，劳希·法图赫成为巴勒斯坦权力机构的临时总统，直至2005年1月15日马哈茂德·阿巴斯在选举后宣誓就任总统。

## 名单
| No. | No. | 肖像 | 姓名 (出生-逝世)                    | 任期          | 任期          | 任期      | 政党                      | 备注  |
| No. | No. | 肖像 | 姓名 (出生-逝世)                    | 就任          | 离任          | 任期      | 政党                      | 备注  |
| --- | --- | ---- | ----------------------------------- | ------------- | ------------- | --------- | ------------------------- | ----- |
| 1   |     |      | 艾哈迈德·库赖 (1937-2023)           | 1996年3月7日  | 2003年10月7日 | 7岁214天  | 法塔赫 (巴勒斯坦解放组织) | [ 2 ] |
| 2   |     |      | 拉菲克·纳塔谢 (1934年出生)          | 2003年11月    | 2004年3月10日 | 4个月     | 法塔赫 (巴勒斯坦解放组织) | [ 3 ] |
| 3   |     |      | 劳希·法图赫 (1949年出生)            | 2004年3月10日 | 2006年2月16日 | 1年11个月 | 法塔赫 (巴勒斯坦解放组织) | [ 4 ] |
| 4   |     |      | 阿卜杜勒·阿齐兹·杜韦克 (1947年出生) | 2006年3月29日 | 现任          | 18岁350天 | 哈马斯                    |       |